# Alexandre Guillet
Pierre Alexandre Guillet, italianizzato in Alessandro Guillet (Annecy, 23 dicembre 1802 – Annecy, 14 settembre 1873), è stato un politico francese.

## Biografia
Fu deputato del Regno di Sardegna per due legislature, eletto nel collegio di Annecy.